# ستروب (نجم)

أسماء ألمع نجوم الثريا ومن ضمنها ستِروب.

ستِروب أو أستِروب (بالإنجليزية: Asterope or Sterope)‏ هو اسم يتشاركه نجمان هما الثور 21 والثور 22 والذين تفصل بينهما مسافة 0.04 درجة فقط، وهما نجمان يقعان في كوكبة الثور ضمن عنقود الثريا النجمي (في شمال الثريا تحديداً). ويُعد هذا النجمان نجماً مضاعفاً، وأقدارهما هي 5.8 لـ«ستروب أ» و6.4 لـ«تسروب ب»، ومن ثم فإنهما نجمان خافتان وتمييزهما صعب. هذان النجمان صغيرا العمر وهما قزمان أزرقان من نوع "B". وهذا النجم المُضاعف هو أحد الشقيقات السبع في الميثولوجيا الإغريقية، بالرغم من أنه تاسع ألمع النجوم في عنقود الثريا، ولكن السبب في هذا أن النجمين الآخرين الذين يجعلان العدد 9 هما والدا الشقيقات السبع (أطلس وبلييُون).